# おみやさん
『おみやさん』は、石ノ森章太郎原作・東映制作の刑事ドラマシリーズ。主演は渡瀬恒彦。
2002年から2016年まで、テレビシリーズ9作、スペシャル版4作の通算94話が断続的に制作され、テレビ朝日系列で毎週木曜20時 - 20時54分に放送された。

## 概要
京都府警鴨川東警察署資料課（作中での通称は「迷宮課」）に勤務する主人公・鳥居勘三郎が、部下の七尾洋子とともに、今起こっている事件から迷宮入りした未解決事件を解決していく。石ノ森の萬画の一つである、『草壁署迷宮課おみやさん』を原作としているものの、同作品やそれを原作とした過去のドラマ作品（『迷宮課刑事おみやさん』、『六本木ダンディーおみやさん』、いずれもABC制作）とは異なり、京都が物語の舞台として設定されている点や、主人公である鳥居のキャラクターなど、一部本シリーズ独自の脚色・変更も加えられている。
作品タイトルは、シリーズを重ねるにつれて複数回変更されており、第1シリーズのみ『京都鴨川東署迷宮課おみやさん』、第2シリーズから第8シリーズまでは『おみやさん』のタイトルがそれぞれ使用された。レギュラーシリーズとしては最後となる第9シリーズでは、ヒロインの交代とともに『新・おみやさん』へと再び改題されている。
レギュラーシリーズの終了後も、2014年から2016年にかけてスペシャル版が3作制作されており、2016年に「土曜ワイド劇場」で放送されたスペシャル版第1弾（通算3作目）では、舞台も従前までの鴨川東署から京都府警本部へと移された。

### 渡瀬恒彦と本作品への関わり
2010年刊行の『東映マイスター』VOL.9にて、当時の東映京都撮影所所長（また大学の先輩にあたる）である奈村協と対談した際、渡瀬は『おみやさん』に対するこだわりの一端を披露している。その一つが、「毎回のエンディングで鳥居と洋子が一緒に鴨川縁を歩くシーンは、必ず寒い時期でなければいけない」というものである。渡瀬曰く、京都の風景が美しく映える寒い季節に我慢して撮影するだけの値打ちがあるということだった。この対談が行われた当時、本シリーズは既に第7シリーズに達していたが、渡瀬は俳優としては出来上がっているのでプロデューサーによって持ち込まれる脚本が勝負と話していた。現場で新しいアイディアが出たら、渡瀬は最終判断は監督に委ねながらも「やってみよう」という前向きな姿勢を貫いた。
本シリーズの撮影中には、『水戸黄門』（TBS系列）の撮影で太秦に滞在していた里見浩太朗と顔を合わせることが多く、近くの食堂で一緒に食事をしたり、麻雀をする仲だった。両者の共演は2015年の『警視庁捜査一課9係』が初めてとなった。
シリーズ最後の作品となった『おみやさんスペシャル2』の撮影時（2016年6月 - 8月）には、既に病魔が渡瀬の体を蝕んでおり、7月に入ってからは撮影続行が危ぶまれるまでに体調が悪化した。しかし渡瀬の妻が京都まで駆けつけ、献身的に支えたことで無事クランクアップを迎えたという。翌2017年3月14日に渡瀬が急逝した際、秘話のひとつとして、鳥居行きつけの店という設定で撮影をしていた京都の料理店「辰樹」に撮影以外でも2004年から訪れていたことが紹介された。東日本大震災の当日に、櫻井淳子と訪れたのが最後であったとのことで、店主は健康に気を使っていた渡瀬の死を惜しんだ。また渡瀬の死に対し、レギュラー・ゲスト出演者やスタッフ総勢20名以上がSNSなどメディアを通じ、哀悼の意を表している（おみやさんの登場人物#鳥居勘三郎を演じた渡瀬恒彦への追悼も参照）。

## キャスト

### 主人公とパートナー
鳥居勘三郎
演 - 渡瀬恒彦
経歴：京都府警刑事部捜査一課
→ 京都府警鴨川東警察署資料課 課長（第1シリーズ - 新春スペシャル）
→ 京都府警本部刑事企画課資料係 係長（スペシャル第1弾 - ）
階級は警部。通称「おみやさん」。
七尾洋子
演 - 櫻井淳子（第1シリーズ - 第8シリーズ / 新春スペシャル）
経歴：京都府警鴨川東警察署資料課（第1シリーズ - 第8シリーズ）
→ 京都府警東山中央警察署刑事課
→ 京都府警本部捜査一課（新春スペシャル）
おみやさん唯一の部下。
青山ちはる
演 - 京野ことみ（第9シリーズ・新春スペシャル）
経歴：京都府警会計課
→ 京都府警鴨川東警察署資料課（第9シリーズ）
→ 京都府警下柳警察署生活安全課（新春スペシャル）
洋子の後任。京都府警会計課から異動してきた。
寺尾みき
演 - 高島礼子（新春スペシャル）
経歴：京都府警本部捜査一課
→ 京都府警鴨川東警察署資料課（新春スペシャル）
寺社巡りが趣味の、通称「おてらさん」。自ら志願して資料課へ転属してきた。
神尾ちず
演 - 貫地谷しほり（スペシャル第1弾・第2弾）
京都府警捜査一課の刑事。鳥居のお目付け役。

### 京都府警鴨川東警察署

#### 刑事課
大滝鉄也
演 - 加勢大周（第1シリーズ - 第4シリーズ）
刑事課員。
兵藤兵吾
演 - 不破万作（第1シリーズ - 新春スペシャル）
刑事課の古株。
吉川新平
演 - 林泰文（第5シリーズ - 新春スペシャル）
第5シリーズで鴨川東警察署刑事課に配属された刑事。
茅野太一
演 - 小野寺丈（第1シリーズ - 新春スペシャル）
刑事課の清涼剤。
高岡俊介
演 - 一條俊（第2シリーズ - 新春スペシャル）
刑事課員。
星野康夫
演 - 白井滋郎（第1シリーズ - 新春スペシャル）
刑事課員。
田口浩司
演 - 浜田隆広（第1シリーズ - 第5シリーズ）
刑事課員。
緑川みどり
演 - 戸田恵子（第9シリーズ・新春スペシャル）
課長。階級は警部。村井の後任。

#### 鑑識課
会沢桂子
演 - 七瀬なつみ（第1シリーズ - 第4シリーズ / 第6シリーズ - 新春スペシャル）
女性課員。
堀真澄
演 - 友近（第5シリーズ / 第6シリーズ第2話・第8話・最終話 / 第7シリーズ第3話・第7話）
経歴：京都府警鴨川東警察署鑑識課（第5シリーズ）
→ 京都府警広報課（第6シリーズ - ）
鑑識課に配属された女性課員。洋子の警察学校での同期であり旧友。
山田春馬
演 - 中山卓也（第9シリーズ）
第9シリーズで新しく来た新人で会沢の部下。

#### 署長と副署長
村井信治
演 - 片桐竜次（第1シリーズ - 第9シリーズ第2話・第8話）
経歴：京都府警鴨川東警察署 刑事課長
→ 京都府警鴨川東警察署 副署長（第9シリーズ第2話以降）
階級は警部 → 警視。
七尾清一郎
演 - 谷啓（第1シリーズ - 第6シリーズ）
署長。階級は警視正。七尾洋子の実の父親。

### 鳥居家
おたま
演 - 菅井きん（第1シリーズ - 第6シリーズ）
鳥居家の家政婦。
すず（福成すず）
演 - 鷲尾真知子（第7シリーズ - ）
鳥居家の家政婦。おたまの姪。

### 小料理屋
店名は、「越路」（第1シリーズ） → 「辰樹」（第2シリーズ - 第4シリーズ） → 「おかね 久家」（第5シリーズ） → 「冨月」（第6シリーズ） → 「てっ平」（第7シリーズ・第8シリーズ） → 「割烹 てっ平」（スペシャル第1弾・第2弾）
小池仁美
演 - 相本久美子（第1シリーズ - 第8シリーズ）
おみやさん行きつけの小料理屋の女将。
福島重夫
演 - 野口貴史
板前。第9シリーズと新春スペシャルでは「そば屋」を営んでいる。
福島雅人
演 - 森岡豊（第6シリーズ）
若手板前。

### その他
姫野達夫
演 - 梅沢富美男（第4シリーズ第3話 / 第5シリーズ第4話 / 第6シリーズ第9話 / 第7シリーズ第5話 / 第8シリーズ第5話 / 第9シリーズ第4話）
鳥居の「親友」で「兄弟分」。

## スタッフ
- 原作 - 石ノ森章太郎
- 脚本 - 石原武龍、塩田千種、林誠人、小木曽豊斗、楠本ひろみ、伊井洋子、奥村俊雄、深沢正樹、砂本量、岩下悠子、森下直、松本美弥子、波多野都、真部千晶、小澤俊介、末安正子、早船歌江子、徳永富彦、守口悠介、李正姫
- 音楽 - 大島ミチル
- 監督 - 和泉聖治、吉田啓一郎、村川透、森本浩史、長谷川康、石川一郎、山下智彦、黒沢直輔、兼崎涼介
- トリックスーパーバイザー - 広真紀、金子ツトム、岩下悠子
- 原案協力 - 塩見健､佐藤善孝、黒木重昭（小学館｢隔週刊ビッグコミック｣編集部）
- チーフプロデューサー - 井圡隆（テレビ朝日 / 第1シリーズ - 新春スペシャル）、大川武宏（テレビ朝日 / スペシャル第1弾・第2弾）
- 現プロデューサー
  - 川島誠史（テレビ朝日 / 第8シリーズ - ）、榎本美華（東映 / 第1シリーズ - ）、丸山真哉（東映 / 第1シリーズ・第2シリーズ・スペシャル第1弾・第2弾）
- 旧プロデューサー
  - 大川武宏（テレビ朝日 / 第2シリーズ - スペシャル〈2010年〉）、亀岡正人（東映 / 第1シリーズ）、上阪久和（東映 / 第2シリーズ・第3シリーズ）、若松豪（東映 / 第6シリーズ）
- 制作 - テレビ朝日・東映

## 主題歌
- 第1シリーズ - 髙橋真梨子「枯れない花」[8]（ビクターエンタテインメント・VICL-35382）
- 第2シリーズ - 柴田淳「ため息」（ドリーミュージック・MUCD-5035）[9]
- 第3シリーズ - Rin'「八千代ノ風」（エイベックス・AVCD-30607）[10]
- 第4シリーズ - 柴田淳「おかえりなさい。」[11]（ドリーミュージック・MUCD-5077）
- 第5シリーズ - 堀江里沙「まごころ」（ゲートレコーズ・GTCR-05027）[12]
- 第6シリーズ
  - しおり「永遠 (とわ)」（EMIミュージック・ジャパン・TOCT-40387）[13]（第1話 - 第7話）
  - 城南海「ピアノ」[14]（ポニーキャニオン・PCCA-70232）（第8話 - 最終話）
- 第7シリーズ - 安全地帯「オレンジ」[15]（ユニバーサルミュージック・UICZ-5047）
- 第8シリーズ - 曽根由希江「HOME」[16]（ドリーミュージック・MUCD-5189）
- 第9シリーズ - 平原綾香「NOT A LOVE SONG」[17]（ドリーミュージック・MUCD-5194）

## 放送日程

### 第1シリーズ（2002年）
- 放送期間：2002年5月9日 - 7月18日
- 放送回数：全9回
- 話数カウントには「File No.～」の表記[注 1]が使用されており、以降一部の例外を除いて第7シリーズまで踏襲された。

| 放送回                                                         | 放送日  | サブタイトル                          | 脚本                | 監督       | 視聴率 |
| -------------------------------------------------------------- | ------- | ------------------------------------- | ------------------- | ---------- | ------ |
| 1                                                              | 5月09日 | 時効直前！二つの事件を結ぶ女          | 石原武龍            | 和泉聖治   | 12.0%  |
| 2                                                              | 5月16日 | 時効直前 逃亡殺人犯を待つ女           | 林誠人              | 和泉聖治   | 08.5%  |
| 3                                                              | 5月23日 | 時効直前 京ゆば料理に秘められた殺意   | 石原武龍            | 村川透     | 10.0%  |
| 4                                                              | 6月13日 | 時効直前 殺意に秘められた美しき白い肌 | 林誠人              | 村川透     | 11.2%  |
| 5                                                              | 6月20日 | 時効直前 謎の指紋に秘められた殺人連鎖 | 小木曽豊斗          | 和泉聖治   | 12.0%  |
| 6                                                              | 6月27日 | 時効直前 罠にはめられた女性弁護士     | 石原武龍            | 吉田啓一郎 | 10.1%  |
| 7                                                              | 7月04日 | 時効直前 夜の祇園に消えた謎の女       | 林誠人              | 吉田啓一郎 | 08.9%  |
| 8                                                              | 7月11日 | 時効直前 未亡人誘拐の謎               | 楠本ひろみ 石原武龍 | 和泉聖治   | 10.2%  |
| 9                                                              | 7月18日 | 三人の女に愛された男が呼ぶ殺意        | 石原武龍            | 村川透     | 09.6%  |
| 平均視聴率 10.3%（視聴率はビデオリサーチ調べ、関東地区・世帯） |         |                                       |                     |            |        |

### 第2シリーズ（2003年）
- 放送期間：2003年4月17日 - 6月26日
- 放送回数：全10回
- 6月5日はプロ野球中継放送のため休止。

| 放送回                                                         | 放送日  | サブタイトル                                  | 脚本              | 監督       | 視聴率 |
| -------------------------------------------------------------- | ------- | --------------------------------------------- | ----------------- | ---------- | ------ |
| 1                                                              | 4月17日 | 二つの証拠！追い詰められた女性刑事            | 石原武龍          | 和泉聖治   | 14.7%  |
| 2                                                              | 4月24日 | りんごウサギは見た！疑惑の家族消失            | 石原武龍          | 和泉聖治   | 10.4%  |
| 3                                                              | 5月01日 | 炎の中の三角関係！愛人の子を育てる女          | 伊井洋子 石原武龍 | 吉田啓一郎 | 11.7%  |
| 4                                                              | 5月08日 | 娘に捨てられた母!? 死体を呼ぶ花嫁人形         | 林誠人            | 吉田啓一郎 | 12.7%  |
| 5                                                              | 5月15日 | 絵本に秘められた謎!? 夫に言えない過去         | 深沢正樹          | 村川透     | 12.0%  |
| 6                                                              | 5月22日 | 消えた女子高生の謎？旧校舎取壊し殺人          | 石原武龍          | 村川透     | 07.3%  |
| 7                                                              | 5月29日 | 眼の前で恋人を殺された女!! 殺意を呼ぶビラ配り | 林誠人            | 和泉聖治   | 10.9%  |
| 8                                                              | 6月12日 | 紅い鈴の殺意!! 亡くした記憶に脅える女         | 石原武龍          | 森本浩史   | 11.9%  |
| 9                                                              | 6月19日 | 京都石段殺人の謎!! 同じ男を愛した姉妹         | 奥村俊雄          | 森本浩史   | 10.3%  |
| 10                                                             | 6月26日 | 完全黙秘の女！不倫殺人事件14年目の真実!!      | 石原武龍          | 和泉聖治   | 11.3%  |
| 平均視聴率 11.3%（視聴率はビデオリサーチ調べ、関東地区・世帯） |         |                                               |                   |            |        |

### 第3シリーズ（2004年）
- 放送期間：2004年6月17日 - 9月16日
- 放送回数：全12回
- 特番などによる放送休止は以下の通り。
  - 7月1日：『いきなり!黄金伝説。』3時間スペシャル内の「よゐこの無人島0円生活」放送のため
  - 8月5日は：プロ野球中継放送のため

| 放送回                                                         | 放送日  | サブタイトル                              | 脚本     | 監督       | 視聴率 |
| -------------------------------------------------------------- | ------- | ----------------------------------------- | -------- | ---------- | ------ |
| 1                                                              | 6月17日 | 容疑者に愛された女弁護士10年目の謎        | 石原武龍 | 和泉聖治   | 10.5%  |
| 2                                                              | 6月24日 | 祇園祭りに消えた女優しい刑事の秘密        | 林誠人   | 和泉聖治   | 11.9%  |
| 3                                                              | 7月08日 | 京都嵯峨野疑惑の10年                      | 深沢正樹 | 吉田啓一郎 | 10.8%  |
| 4                                                              | 7月15日 | 悲劇の完全犯罪！高級メロンに脅える女!!    | 砂本量   | 吉田啓一郎 | 12.8%  |
| 5                                                              | 7月22日 | 泣いた祇園の悪女！4歳児の絵が暴いた悪事!! | 塩田千種 | 村川透     | 12.8%  |
| 6                                                              | 7月29日 | 9年前の連続殺人！幻の曲を弾く女!!         | 石原武龍 | 村川透     | 11.8%  |
| 7                                                              | 8月12日 | 生存者1名！完全犯罪の女!! 空白の30分      | 林誠人   | 和泉聖治   | 11.3%  |
| 8                                                              | 8月19日 | 消えた目撃者!! 手作りカレーに泣く女!!     | 塩田千種 | 和泉聖治   | 11.5%  |
| 9                                                              | 8月26日 | 8年前の医療ミス!? 女性記者が落ちた罠      | 石原武龍 | 村川透     | 12.0%  |
| 10                                                             | 9月02日 | 消えた家族写真！噂の名医に涙の瞬間        | 深沢正樹 | 村川透     | 13.1%  |
| 11                                                             | 9月09日 | 逃亡犯が残した歌!? 危険な愛を選んだ女     | 塩田千種 | 吉田啓一郎 | 10.7%  |
| 12                                                             | 9月16日 | 京都祇園白川殺人事件                      | 石原武龍 | 吉田啓一郎 | 13.0%  |
| 平均視聴率 11.8%（視聴率はビデオリサーチ調べ、関東地区・世帯） |         |                                           |          |            |        |

### 第4シリーズ（2005年）
- 放送期間：2005年4月21日 - 6月23日
- 放送回数：全10回

| 放送回                                                         | 放送日  | サブタイトル                                            | 脚本     | 監督       | 視聴率 |
| -------------------------------------------------------------- | ------- | ------------------------------------------------------- | -------- | ---------- | ------ |
| 1                                                              | 4月21日 | 美人建築家が落ちた罠                                    | 石原武龍 | 吉田啓一郎 | 13.7%  |
| 2                                                              | 4月28日 | 人気の女流作家に二重疑惑!! 母が殺意を抱く瞬間           | 塩田千種 | 吉田啓一郎 | 12.6%  |
| 3                                                              | 5月05日 | 消えた遺書が招く連続変死!! 家族に捨てられた父           | 塩田千種 | 村川透     | 14.4%  |
| 4                                                              | 5月12日 | 白い花を憎む女!! 無罪を拒否する殺人者                   | 林誠人   | 森本浩史   | 11.1%  |
| 5                                                              | 5月19日 | お守りが呼ぶ殺意!! 京清水坂引き裂かれた2人              | 深沢正樹 | 村川透     | 14.0%  |
| 6                                                              | 5月26日 | 札束に埋もれた美死体!! 絶対言えない密会相手…            | 塩田千種 | 和泉聖治   | 12.8%  |
| 7                                                              | 6月02日 | 祇園に舞う死美人!! 京都大原血塗られた古色染め           | 石原武龍 | 和泉聖治   | 14.7%  |
| 8                                                              | 6月09日 | 手術室で悲劇の再会!! 神の手を失った天才外科医           | 岩下悠子 | 吉田啓一郎 | 14.0%  |
| 9                                                              | 6月16日 | 嵯峨野に消えた夫！取調室で高笑いする女                  | 塩田千種 | 吉田啓一郎 | 12.5%  |
| 10                                                             | 6月23日 | 高級京友禅に秘めた殺意!! 愛娘に裏切られた老舗旅館女将！ | 石原武龍 | 和泉聖治   | 13.5%  |
| 平均視聴率 13.3%（視聴率はビデオリサーチ調べ、関東地区・世帯） |         |                                                         |          |            |        |

### 第5シリーズ（2006年）
- 放送期間：2006年10月19日 - 12月14日
- 放送回数：全8回
  - 最終回のみ、2時間枠（20時 - 21時54分）でのスペシャル版として放送。通常回を2話連続で放送する2部構成とされており、以降も第8シリーズまでこのスタイルが踏襲された。
- 10月26日は「2006年日本シリーズ・中日対日本ハム（第5戦）」中継放送のため休止。

| 放送回                                                         | 放送日   | サブタイトル | 脚本                                | 監督       | 視聴率 |
| -------------------------------------------------------------- | -------- | --- | ----------------------------------- | ---------- | ------ |
| 1                                                              | 10月19日 | 時効直前!! 熟年離婚が呼ぶ二つの殺意 | 石原武龍                            | 吉田啓一郎 | 15.0%  |
| 2                                                              | 11月02日 | 祇園の姉妹骨肉の相続争い!! 遺言の謎… | 塩田千種                            | 吉田啓一郎 | 12.5%  |
| 3                                                              | 11月09日 | 見舞金を残した逃亡犯!! 夫に言えない妻の過去… | 深沢正樹                            | 村川透     | 12.0%  |
| 4                                                              | 11月16日 | 悪女の手口…匿名投書が暴く8年目の完全犯罪!! | 塩田千種                            | 村川透     | 13.1%  |
| 5                                                              | 11月23日 | 消えたメダルの夢…選手生命狙われた左足の殺意 | 岩下悠子                            | 吉田啓一郎 | 11.3%  |
| 6                                                              | 11月30日 | 京嵐山跡継ぎ争いが呼ぶ殺意母と子…12年の確執 | 石原武龍                            | 吉田啓一郎 | 15.9%  |
| 7                                                              | 12月07日 | 京友禅が呼ぶ殺意!! 婚約破棄裏切られた男と女 | 深沢正樹                            | 長谷川康   | 14.8%  |
| 8                                                              | 12月14日 | 最終回2時間SP 京都祇園〜丹後天橋立を結ぶ殺人連鎖!! 時効直前産婦人科に男の死体!? 女医…舞妓…母子の絆 15年隠し続けた真実！人生をかけて四人の女が守りたかったもの | 塩田千種（第1部） 石原武龍（第2部） | 吉田啓一郎 | 13.8%  |
| 平均視聴率 13.5%（視聴率はビデオリサーチ調べ、関東地区・世帯） |          | |                                     |            |        |

### 第6シリーズ（2008年 - 2009年）
- 放送期間：2008年10月16日 - 2009年3月19日
- 放送回数：全15回
  - 最終回のみ、2時間枠（20時 - 21時54分）でのスペシャル版として放送。
- 本シリーズとしては唯一、2クールで放送されたシリーズでもある。
- 話数カウントは、前シリーズまでとは異なり「第○話」の表記へと変更（EPG（電子番組表）では「FILE.○」の表記を引き続き使用）。
- 特番などによる放送休止は以下の通り。
  - 2008年10月23日：「セ・リーグCS・巨人対中日（第2ステージ第2戦）」中継放送のため
  - 2008年11月6日：「2008年日本シリーズ・巨人対西武（第5戦）」中継放送のため
  - 2008年11月13日：キリンチャレンジカップ（サッカー日本代表強化試合）日本対シリア戦（神戸市御崎公園球技場）中継放送のため
  - 2009年2月5日：『いきなり!黄金伝説。』3時間スペシャル放送のため
  - 2009年3月5日：テレビ朝日開局50周年記念番組「2009 WBC東京ラウンド・日本対中国」中継放送のため

| 放送回                                                         | 放送日         | サブタイトル                                                                                 | 脚本              | 監督       | 視聴率 |
| -------------------------------------------------------------- | -------------- | -------------------------------------------------------------------------------------------- | ----------------- | ---------- | ------ |
| 1                                                              | 2008年10月16日 | 京都の秋に人が死ぬ！結婚直前に逃げた花嫁!!                                                   | 塩田千種          | 吉田啓一郎 | 14.8%  |
| 2                                                              | 10月30日       | 父を返して！京都の秋に響く娘の叫び!!                                                         | 森下直            | 村川透     | 15.0%  |
| 3                                                              | 11月20日       | 西陣織殺人連鎖！祇園町から丹後半島へ                                                         | 石原武龍          | 吉田啓一郎 | 13.4%  |
| 4                                                              | 11月27日       | 動き出した誘拐トリック…！15年後の声紋鑑定!!                                                  | 岩下悠子          | 和泉聖治   | 12.0%  |
| 5                                                              | 12月04日       | 京湯葉が呼ぶ殺意！時効直前名水が真実を暴く!!                                                 | 松本美弥子        | 村川透     | 12.2%  |
| 6                                                              | 12月11日       | 豆腐屋は見た！午前4時半の殺人現場!!                                                          | 波多野都          | 吉田啓一郎 | 11.9%  |
| 7                                                              | 12月18日       | 晩秋〜初冬…古都の旅情が呼ぶ殺意！京町家を包む復讐の炎!!                                      | 塩田千種          | 吉田啓一郎 | 10.9%  |
| 8                                                              | 2009年01月15日 | 刑事の娘に生まれて…京の雨が止めた二つの時計                                                  | 森下直            | 森本浩史   | 13.5%  |
| 9                                                              | 1月22日        | 京都殺人交差点…引き裂かれた母と息子                                                          | 塩田千種          | 石川一郎   | 15.3%  |
| 10                                                             | 1月29日        | 二度疑われた女！京都東山…恋文が呼ぶ殺意の罠                                                  | 岩下悠子          | 吉田啓一郎 | 13.4%  |
| 11                                                             | 2月12日        | 冬の京に消えた証人!! 密告電話が暴いた母子の絆                                                | 松本美弥子        | 石川一郎   | 12.0%  |
| 12                                                             | 2月19日        | 千年のトリック！源氏物語に隠された殺意の香り                                                 | 真部千晶          | 森本浩史   | 12.9%  |
| 13                                                             | 2月26日        | 時効成立まであと15分！緊急手術室で運命の再会                                                 | 石原武龍          | 吉田啓一郎 | 14.1%  |
| 14                                                             | 3月12日        | 9年間見守り続けた女!! 京都六角通り殺意の再会                                                 | 岩下悠子          | 石川一郎   | 13.1%  |
| 15                                                             | 3月19日        | 時効直前！2つの事件が動き出す 京都の春に試された親子の絆〜娘よ！京番茶に殺意の香り （第1部） | 石原武龍 小澤俊介 | 村川透     | 13.4%  |
| 15                                                             | 3月19日        | 22年間息子を待ち続けた母!! 手作り餃子に秘められた涙の過去 （第2部）                          | 森下直            | 村川透     | 13.4%  |
| 平均視聴率 13.2%（視聴率はビデオリサーチ調べ、関東地区・世帯） |                |                                                                                              |                   |            |        |

### 第7シリーズ（2010年）
- 放送期間：2010年4月15日 - 6月10日
- 放送回数：全8回
  - 初回のみ、2時間枠（20時 - 21時48分）でのスペシャル版として放送。
- 話数カウントは再度「File.～」表記へと回帰、初回スペシャルでは「Special File」の表記が用いられた。
- 4月29日は『いきなり!黄金伝説。』2時間スペシャル放送のため休止。

| 放送回                                                         | 放送日  | サブタイトル                                                                 | 脚本       | 監督       | 視聴率 |
| -------------------------------------------------------------- | ------- | ---------------------------------------------------------------------------- | ---------- | ---------- | ------ |
| 1                                                              | 4月15日 | 京都の春に蘇る女たちの未解決事件！ 25年目の再会!! 悪女と呼ばれた母 （第1部） | 塩田千種   | 吉田啓一郎 | 15.4%  |
| 1                                                              | 4月15日 | 狙われた祇園の美容師… 鏡越しの殺意!! 遺作に秘めた殺人連鎖 （第2部）          | 末安正子   | 吉田啓一郎 | 15.4%  |
| 2                                                              | 4月22日 | 死者からの脅迫！京都嵯峨野盗まれた妻の秘密!!                                 | 森下直     | 石川一郎   | 12.8%  |
| 3                                                              | 5月06日 | 消えた少女！試された母の愛時効5年後の真実!!                                  | 早船歌江子 | 森本浩史   | 10.6%  |
| 4                                                              | 5月13日 | 16年後の殺人証拠!! 容疑者と婚約した女                                        | 岩下悠子   | 石川一郎   | 14.7%  |
| 5                                                              | 5月20日 | 祇園で泣く女教師!! 不自然な夫婦の殺意                                        | 塩田千種   | 山下智彦   | 12.3%  |
| 6                                                              | 5月27日 | 遺品は語る!! 京都五山送り火をめぐる“点と線”                                  | 森下直     | 山下智彦   | 12.3%  |
| 7                                                              | 6月03日 | 生と死の逆転！引き裂かれた母子!! 18年目の真実                                | 岩下悠子   | 森本浩史   | 12.2%  |
| 8                                                              | 6月10日 | 最後の時効捜査!! 血液型トリック15年後の真実                                  | 岩下悠子   | 村川透     | 13.4%  |
| 平均視聴率 13.2%（視聴率はビデオリサーチ調べ、関東地区・世帯） |         |                                                                              |            |            |        |

### スペシャル（2010年）
- 木曜の2時間枠（20時 - 21時48分）にて放送。レギュラーシリーズのスペシャル版と同様に2部構成が採用されている。

| 放送日         | サブタイトル | 脚本                                  | 監督   | 視聴率 |
| -------------- | --- | ------------------------------------- | ------ | ------ |
| 2010年12月16日 | 初冬の京都に蘇る女たちの未解決事件！ 二度疑われた女…限定10個の殺人証拠！ 京の伝統行事が暴く真実!! 謎のDNA記号に潜む殺意の連鎖 | 松本美弥子（第1部） 塩田千種（第2部） | 村川透 | 14.1%  |

### 第8シリーズ（2011年）
- 放送期間：2011年4月28日 - 6月23日
- 放送回数：全9回
  - 最終回のみ、2時間枠（20時 - 21時48分）でのスペシャル版として放送。
- 渡瀬の死去からちょうど1年となる2018年3月14日には、同シリーズの第1話・第2話が再放送された（第1話は15時1分 - 15時55分、第2話は15時55分 - 16時50分にそれぞれ放送）。

| 放送回                                                         | 放送日  | サブタイトル                                                          | 脚本     | 監督       | 視聴率 |
| -------------------------------------------------------------- | ------- | --------------------------------------------------------------------- | -------- | ---------- | ------ |
| 1                                                              | 4月28日 | 母から娘へ…京都、愛と死のメロディー！祇園の悪女が隠す過去!!           | 塩田千種 | 吉田啓一郎 | 11.6%  |
| 2                                                              | 5月05日 | 京のおばんざい屋に殺人連鎖!! 手がかりは花街の所作                     | 波多野都 | 吉田啓一郎 | 09.5%  |
| 3                                                              | 5月12日 | 京都嵐山に潜む罠！満開の桜が暴く8年目のトリック                       | 石原武龍 | 石川一郎   | 12.0%  |
| 4                                                              | 5月19日 | 同時発生！ふたつの事件の点と線…10年後京都鴨川での再会!!               | 岩下悠子 | 森本浩史   | 12.1%  |
| 5                                                              | 5月26日 | アリバイに利用された男！京都の夜に響く母子の叫び                      | 塩田千種 | 石川一郎   | 10.8%  |
| 6                                                              | 6月02日 | 19人の殺人容疑者！死体の二本指が導いた京都大原…涙の再会               | 森下直   | 森本浩史   | 10.9%  |
| 7                                                              | 6月09日 | あの人は今どこに……京都の思い出殺人事件!!                              | 森下直   | 黒沢直輔   | 11.8%  |
| 8                                                              | 6月16日 | 家政婦は見た！京の花街、娘から来た死を呼ぶ手紙!!                      | 岩下悠子 | 黒沢直輔   | 11.7%  |
| 9                                                              | 6月23日 | 38年目に動き出した未解決事件！亡き妻に捧げる愛憎の果てに… （第1部）   | 塩田千種 | 山下智彦   | 12.1%  |
| 9                                                              | 6月23日 | 私を殺してと叫んだ女 嵐山〜祇園〜八坂神社母子の京都殺人案内 （第1部） | 徳永富彦 | 山下智彦   | 12.1%  |
| 平均視聴率 11.5%（視聴率はビデオリサーチ調べ、関東地区・世帯） |         |                                                                       |          |            |        |

### 第9シリーズ（2012年）
- 放送期間：2012年4月12日 - 6月14日
- 放送回数：全9回
  - 初回のみ、2時間枠（20時 - 21時48分）でのスペシャル版として放送。従来までの2部構成とは異なり、同シリーズではシリーズとしては初めて1部構成での放送とされた。
  - また、この初回では同じ「木曜ミステリー」の『京都地検の女』とのコラボレーションも行われ、同シリーズにて主演を務める名取裕子がゲスト出演した。この返礼として、次番組に当たる『京都地検の女』第8シリーズの初回では、渡瀬が鳥居役でゲスト出演している。
- 4月19日は『世界フィギュアスケート国別対抗戦2012』放送のため休止。

| 放送回                                                         | 放送日  | サブタイトル | 脚本            | 監督       | 視聴率 |
| -------------------------------------------------------------- | ------- | --- | --------------- | ---------- | ------ |
| 1                                                              | 4月12日 | VS.京都地検の女！20年後に動き出した二重誘拐トリック!! 息子に会いたい…母の叫びと復讐の銃弾！資料に裏切られたおみやさん | 森下直          | 石川一郎   | 14.1%  |
| 2                                                              | 4月26日 | 敏腕女刑事登場で資料課の危機!! 完璧すぎる殺人証言1×3＝4の謎                                                           | 岩下悠子        | 山下智彦   | 10.3%  |
| 3                                                              | 5月03日 | 三度殺された夫！京都西陣監禁状態で試された母子の絆                                                                    | 岩下悠子        | 兼崎涼介   | 11.8%  |
| 4                                                              | 5月10日 | 19年目の殺人連鎖！京都鴨川…父を待つ娘の愛と憎悪                                                                       | 塩田千種        | 山下智彦   | 10.2%  |
| 5                                                              | 5月17日 | VS.心理学を操る男!! 京都〜青森 1000㌔の遠隔殺人18年目の罠                                                             | 守口悠介        | 濱龍也     | 08.9%  |
| 6                                                              | 5月24日 | 利用された夫婦愛！祇園祭に消えた美女の殺人計画                                                                        | 塩田千種        | 吉田啓一郎 | 10.3%  |
| 7                                                              | 5月31日 | 京都嵐山に潜む殺人計画！当選金1億に翻奔された男と女!!                                                                 | 岩下悠子        | 吉田啓一郎 | 09.9%  |
| 8                                                              | 6月07日 | 犬だけが見た殺人！京都〜滋賀…7年目に動き出した新証拠!!                                                                | 李正姫 塩田千種 | 森本浩史   | 07.6%  |
| 9                                                              | 6月14日 | 孤独妻4年目の復讐、最後の事件は…おみやさん京都追放!?                                                                  | 徳永富彦        | 森本浩史   | 12.3%  |
| 平均視聴率 11.0%（視聴率はビデオリサーチ調べ、関東地区・世帯） |         | |                 |            |        |

### スペシャル（2014年 - 2016年）
- 新春スペシャルは金曜の2時間枠（19時 - 20時54分）にて放送。
- スペシャル第1弾・第2弾は、共に「土曜ワイド劇場」（土曜21時 - 23時6分）にて放送された。

| 放送回          | 放送日        | サブタイトル | 脚本     | 監督     | 視聴率 |
| --------------- | ------------- | --- | -------- | -------- | ------ |
| 新春スペシャル  | 2014年1月03日 | 弾丸なき連続殺人!! 怪しく近寄ってきた女刑事！ 彼女の罠にはめられたおみやさん！ 盗まれた5発の銃弾が冬の京都を揺るがす!! | 森下直   | 石川一郎 | 08.7%  |
| スペシャル第1弾 | 2016年2月13日 | 資料係の窓際警察官が挑む40年の時を超えた赤いスカーフのトリック!!                                                       | 岩下悠子 | 和泉聖治 | 12.7%  |
| スペシャル第2弾 | 10月15日      | 名門大・哲学教授VS資料係・鳥居勘三郎 バラを折る女と蛇の暗号の謎 京都五山の送り火が結ぶ12年前の迷宮入り事件             | 岩下悠子 | 和泉聖治 | 10.6%  |

- 視聴率はビデオリサーチ調べ、関東地区・世帯

## 備考
- 菅井きん演じるおたまの髪型は黒柳徹子をモデルにした[22]。